# غرابي
الغُرابيّ  أو التَيْس الغُرابِيّ  هو نوع من الشفانين العقابية من جنس Rhinoptera.

## تنويه
ذكر كاتب هذا المقال كلمة الغرابي لهذا النوع لعدم وجود اسم في المصادر العربية، فذكر كاتب المقال اسم الغرابي كما يسمى في دولة الإمارات العربية المتحدة (غُرابيّ) و هو اسم عربي صحيح، والظاهر منه انه مشتق من كلمة غُراب (ولعله بسبب المشابهة في الشكل).

## الاسم العلمي و الإنجليزي
اسمه العلمي هو Rhinopetra adspersa و الإنجليزي هو Rough cownose ray.

## التوزع
هذا النوع يوجد في منطقة المحيطين الهندي و الهادئ قُبالة الهند , و ماليزيا , و الجزر الغربية الهندية (west indies) , صِحة هذا النوع مشكوك فيها ولكنه موجود في Compagno's 1999 checklist.
وهذا النوع موجود ايضاً في مياه امارة عجمان في دولة الإمارات العربية المتحدة , كما ذُكر في صورة لهذا النوع في متحف عجمان (الموجود في امارة عجمان) وجاء فيها: غُرابِيّ ، Eagle ray ،Rhinopetra adspersa.

## صفته
أكثر طول ممكن أن يصله هو 99 سنتيمتراً (39 بوصة).